# Glurns
Glurns (italienisch Glorenza; rätoromanisch Gluornⓘ) ist mit 932 Einwohnern (Stand 31. Dezember 2023) eine der kleinsten Städte der Alpen. Sie liegt im Vinschgau in Südtirol an der oberen Etsch. Ein besonderes Merkmal der Stadt sind ihre vollständig erhaltenen Stadtmauern. Diese trennen die Stadt in eine so genannte Inner- und eine Außerstadt. Glurns ist eine der acht Städte Südtirols und die einzige Stadt im Vinschgau.

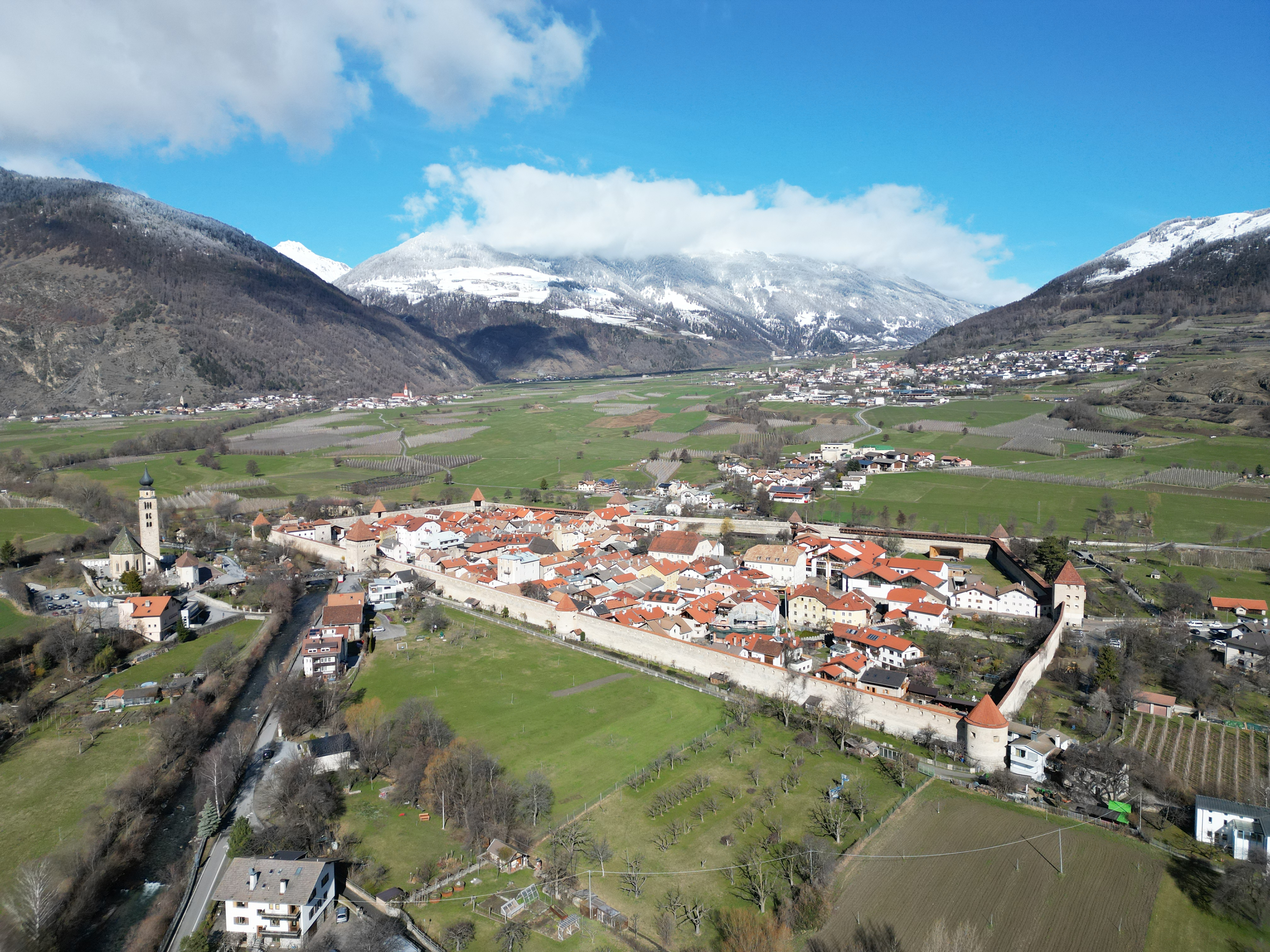
Luftansicht

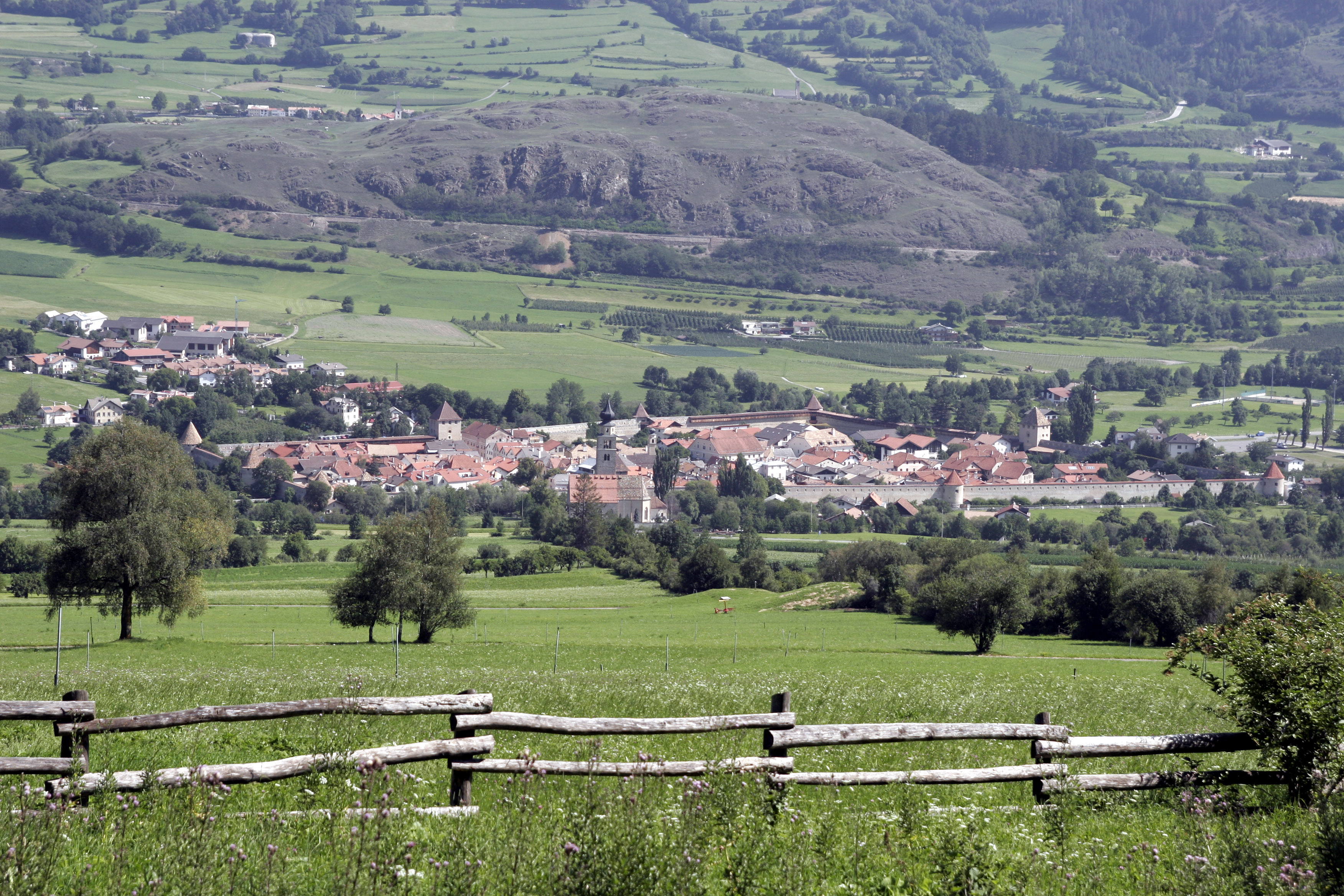
Blick auf Glurns von St. Martin aus

## Geographie
Glurns liegt im Vinschgau im Westen Südtirols. Der Stadtkern (907 m) liegt im breiten Talboden des Etschtals am unteren Ende der Malser Haide, zwischen Etsch und Puni und nahe der Einmündung des aus dem Münstertal kommenden Rambachs in die Etsch. Im Südwesten erreicht das Gemeindegebiet am Glurnser Köpfl (2395 m) und Plaschweller (2534 m) im Chavalatschkamm die nördlichsten Ausläufer der Ortler-Alpen, die im Nationalpark Stilfserjoch unter Schutz gestellt sind.

## Geschichte

### Ur- und Frühgeschichte
Der Fachegg am Fuße des Glurnser Köpfls war in prähistorischer Zeit besiedelt. Es handelt sich um eine jungsteinzeitliche Siedlung oberhalb von Söles.
Glurns war schon in der Römerzeit ein Verkehrsknotenpunkt. Die Via Claudia Augusta verlief hier, ebenso ein Handelsweg zu den Helvetiern in der (damals noch nicht existierenden) Schweiz.

### Mittelalter
Die erste Ansiedlung, das Dorf Glurns, lag im westlichen Teil der heutigen Stadt zwischen Etschbrücke und Malser Tor. Die erste urkundliche Erwähnung „in vico Glurnis“ datiert von 1163; sie steht im Kontext einer Glurnser Güterübertragung der Grafen von Tarasp an das Benediktinerinnenkloster St. Johann. Der Name geht auf ein lateinisches colurnus zurück und bedeutet Haselstaude. Der italienische Name Glorenza hingegen wurde erst in den Zeiten des italienischen Faschismus geprägt (siehe Prontuario dei nomi locali dell’Alto Adige).
1227 erhielt Glurns eine eigene Pfarre. Während das Dorf Glurns dem Bischof von Chur unterstand, förderten die Tiroler Landesfürsten eine benachbarte Ansiedlung (um die heutige Laubengasse, siehe Abbildung), die schon 1294 als „burgum“ (befestigter Ort) bezeichnet wurde. 1291 verlieh Meinhard II. Glurns das Marktrecht, 1294 verlegte er den Bartholomäusmarkt von Münster nach Glurns. Erstmals als Stadt wurde Glurns um 1304 schriftlich erwähnt. Durch ihre günstige Lage an der Grenze Tirols zur Schweiz wurde sie schnell sehr reich und durch ihren Markt bekannt. Die Landesfürsten förderten die Ansiedlung durch zehnjährige Steuerbefreiung und die Stadt profitierte von Weggebühren und Niederlagsgebühren (das Niederlagsrecht verpflichtete durchreisende Kaufleute dazu, umzupacken und ihre Waren anzubieten). Vor allem wurde mit Salz gehandelt, das aus den Salinen von Hall in Tirol kam, aber auch mit Südfrüchten aus Oberitalien, Wein, Eisen- und Metallwaren sowie Gewürzen.

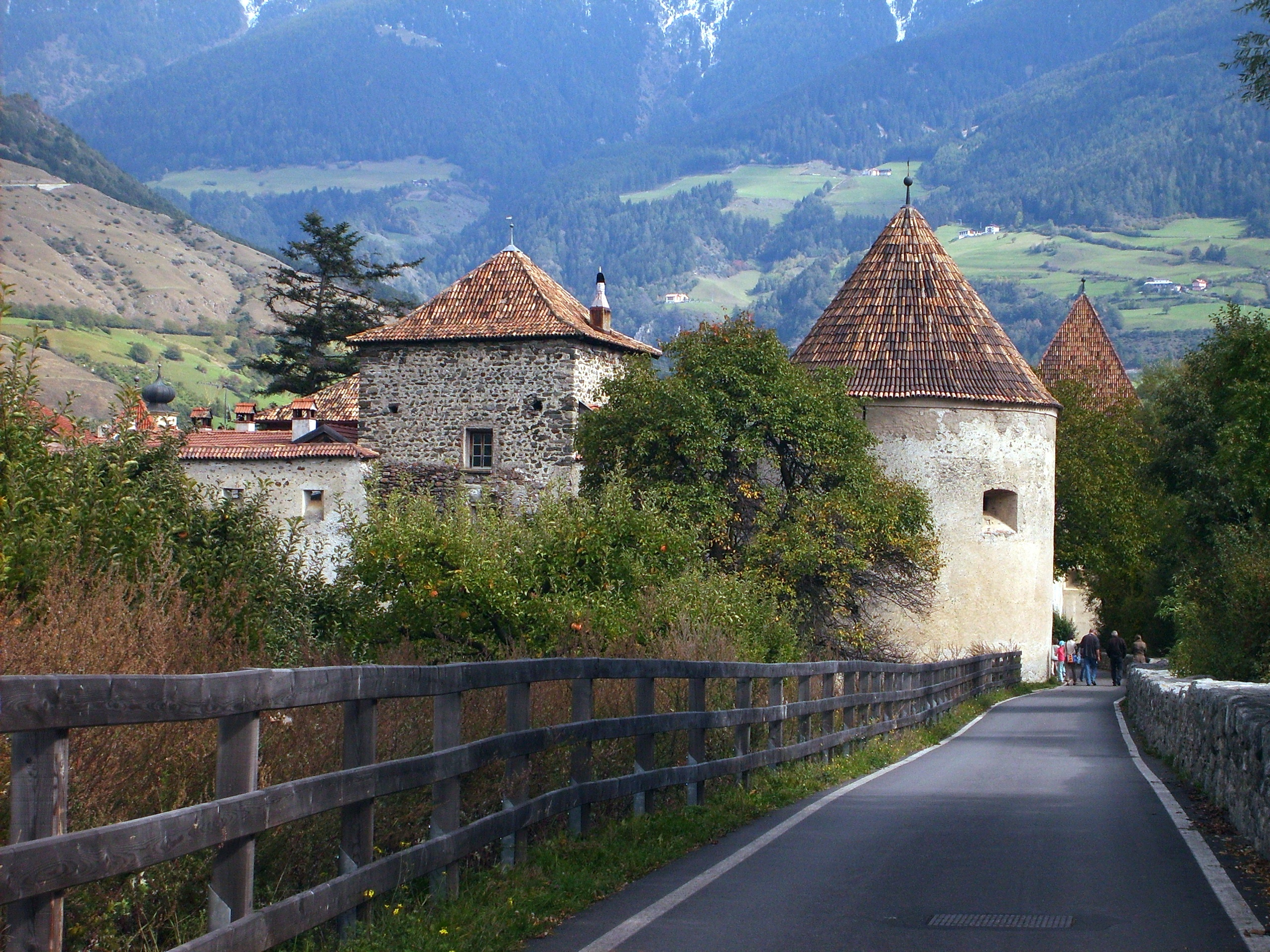
Türme der Stadtmauer
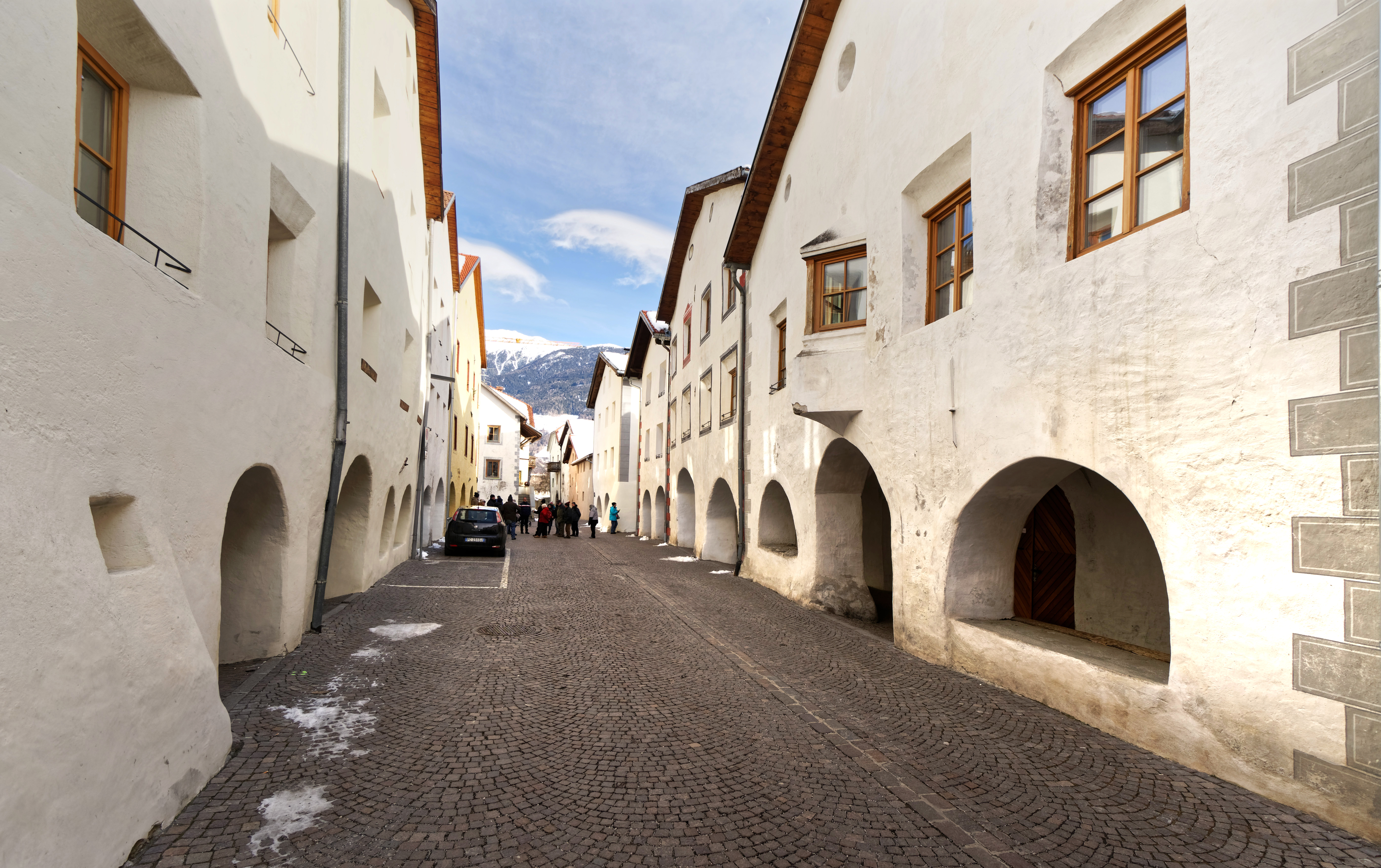
Die Laubengasse
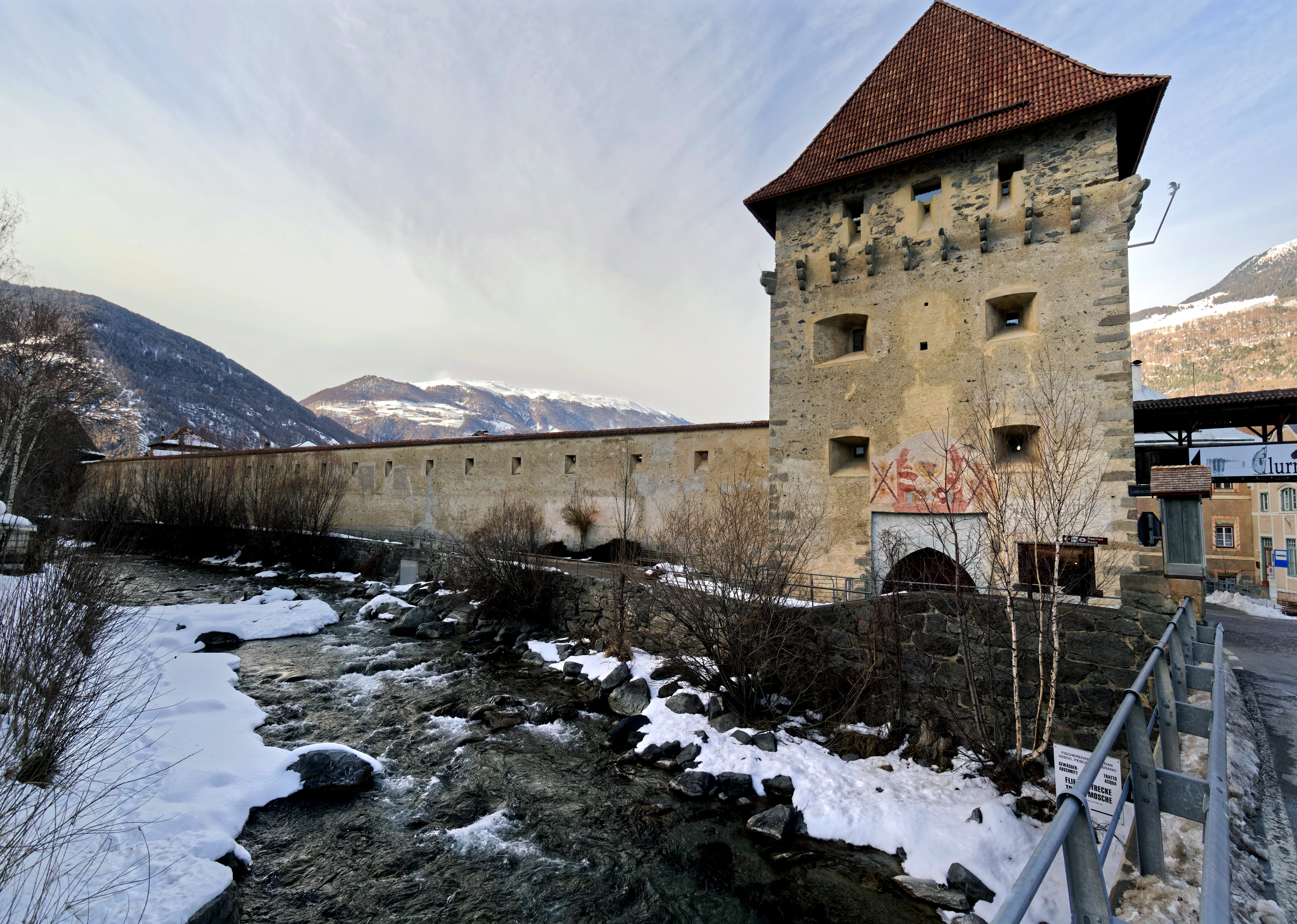
Blick über die Etsch auf die Stadtbefestigung.
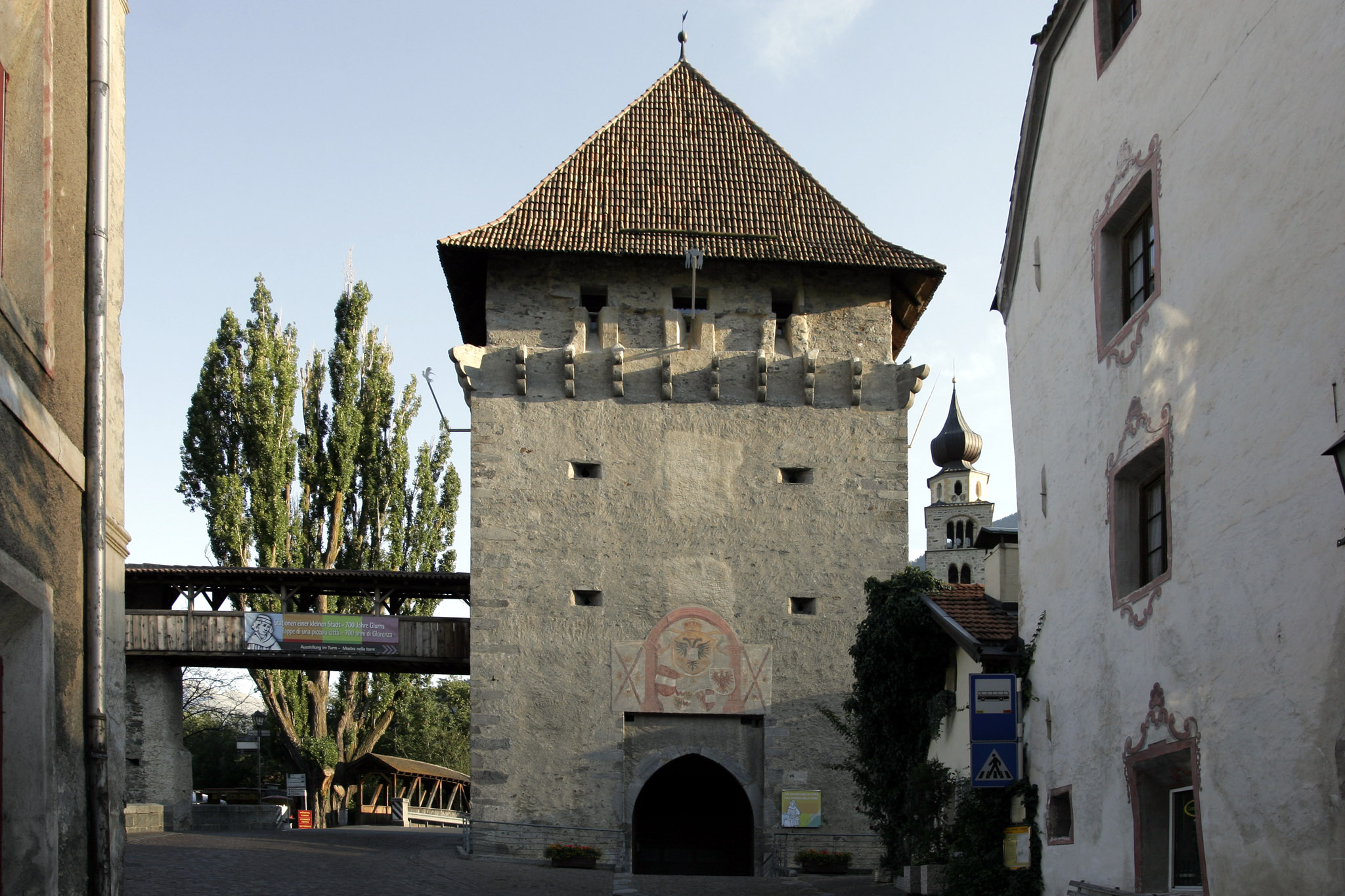
Das Tauferer Tor im Westen der Stadt. Im Hintergrund die Kirche St. Pankratius

1233 wurde Glurns Sitz eines landesfürstlichen Gerichts, das für den gesamten oberen Vinschgau zuständig war.
1423 wurde Glurns an siebenter Stelle unter 18 Tiroler Städten genannt. Am 22. Mai 1499 wurde nahe Glurns in der Schlacht an der Calven ein überlegenes kaiserliches Heer von einem Heer der Drei Bünde nach einem Umgehungsmanöver vernichtend geschlagen. Im Anschluss daran plünderten die siegreichen Truppen die Stadt, steckten sie in Brand und verübten Gräueltaten an der Zivilbevölkerung. Im Zuge des Wiederaufbaus wurde rund um beide Teile der Stadt nach Plänen des Hofmalers und Festungsbaumeisters Jörg Kölderer die heute noch bestehende Stadtbefestigung errichtet. 1528 verlieh der spätere Kaiser Ferdinand I. der Stadt das Stadtwappen. Die Befestigungen wurden bis etwa 1580 fertiggestellt.

### Neuzeit
Etwa im 16. Jh. begann der wirtschaftliche Niedergang der Stadt. Die Handelsrouten änderten sich, vor allem seit das Eisacktal bei Bozen durch den Kuntersweg passierbar gemacht worden war. Die alten Handelsbeziehungen versiegten. Zudem war die neue Stadtbefestigung schon Anfang des 17. Jahrhunderts durch die Entwicklung des Kriegswesens militärtechnisch überholt und galt als wertlos. Während des Dreißigjährigen Krieges wurde die Stadt durch umherstreifende Söldner heimgesucht. Es wird vermutet, dass diese auch den 1635 grassierenden Ungarischen Flecktyphus eingeschleppt hatten.

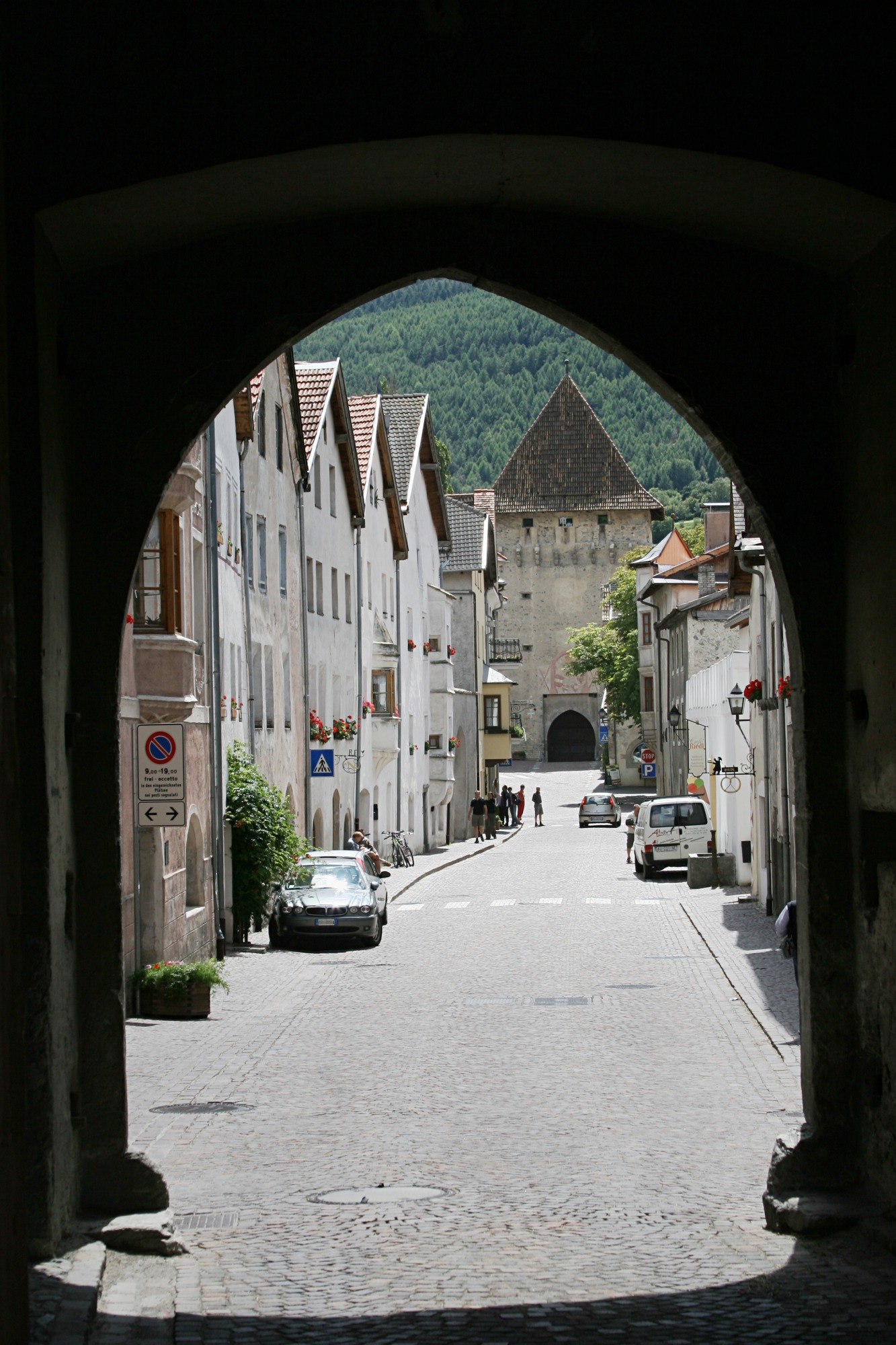
Blick durch das Malser Tor auf das Tauferer Tor in Glurns

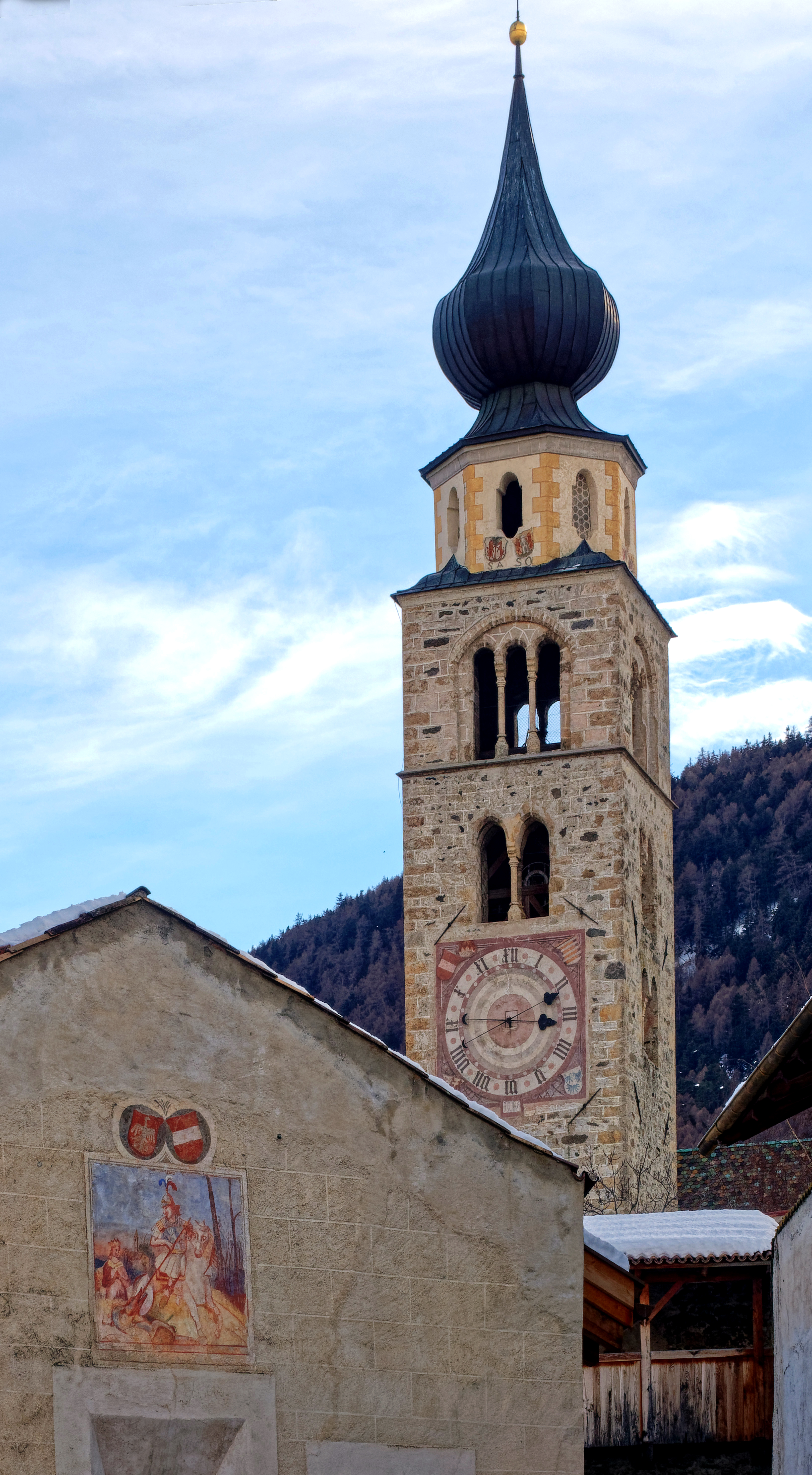
Die Kirche St. Pankratius am Tauferer Tor

Glurns brannte mehrmals nieder und wurde neu errichtet, so etwa 1664 und ganz verheerend am 5. Januar 1732, als 89 Häuser und Scheunen samt Vieh niederbrannten. Fünf Todesopfer waren zu beklagen. Auch wurde die Stadt immer wieder Opfer von Hochwassern der Etsch.
Am 25. und 26. März 1799 drangen französische Truppen in die unbewachte Stadt ein. Es kam zu Plünderungen, mutwilligen Zerstörungen und Übergriffen an der Bevölkerung, die acht Todesopfer forderten.
Im 19. Jahrhundert herrschten in der ehemaligen Handelsstadt überwiegend bäuerliche Wirtschaftsstrukturen. Durch Erbteilungen in Form der Realteilung waren Grundstücke entstanden, die zu klein waren, um das Überleben der Besitzer gewährleisten zu können. Etliche Bewohner mussten ihren Lebensunterhalt als Karrner suchen, d. h. als Wanderhändler, die ihre Ware (Südfrüchte, Kastanien aus dem Süden, Haushaltsgeräte aus dem Norden) auf einem Karren mit sich führten. Schon seit der zweiten Hälfte des 17. Jahrhunderts wanderten unzählige Kinder als Schwabenkinder Ende Februar oder Anfang März nach Deutschland und in die Schweiz, um dort für ein neues Gewand und geringe Entlohnung zu arbeiten; erst der Erste Weltkrieg setzte dem ein Ende.
Am 16. Juni 1855 verwüstete eine Überschwemmung, die vom Haider See im Oberen Vinschgau ausging, die Stadt.
Auch die 1906 eröffnete Vinschgaubahn berührte Glurns nicht direkt, sondern endete im benachbarten Mals und brachte dadurch ebenfalls keine unmittelbaren wirtschaftlichen Impulse. Als Glurns nach dem Ersten Weltkrieg mit Südtirol an Italien fiel, änderte sich abermals nichts an der wirtschaftlichen Situation. Als Folge der verlorenen Bedeutung wurde 1931 auch das Gericht nach Schlanders verlegt.
Erst ab den 1970er-Jahren begann unter Mitwirkung mehrerer Universitäten und Hochschulen eine umfassende Sanierung und Revitalisierung der Stadt, die nun die Vorteile des intakten malerischen Stadtbildes als Fremdenverkehrsattraktion nutzen kann.

## Politik
Bürgermeister seit 1952:
- Artur Karner: 1952–1956
- Hermann Rainalter: 1956–1960
- Oskar Wolf: 1960–1964
- Hermann Rainalter: 1964–1969
- Karl Sagmeister: 1969–1974
- Anton von Scarpatetti: 1974–1978
- Alois Riedl: 1978–2000
- Erich Wallnöfer: 2000–2015
- Alois Frank: 2015–2020
- Erich Wallnöfer: 2021–

## Bevölkerung
Glurns ist gemäß den erhobenen Sprachgruppenzugehörigkeitserklärungen bzw. Sprachgruppenzuordnungserklärungen eine weitgehend deutschsprachige Gemeinde. Als Berechnungsgrundlage der folgenden Prozentwerte wurden die gültigen Erklärungen von Personen mit italienischer Staatsbürgerschaft herangezogen.
| Sprache     | 1981    | 1991    | 2001    | 2011    | 2024    |
| ----------- | ------- | ------- | ------- | ------- | ------- |
| Deutsch     | 93,39 % | 96,22 % | 96,51 % | 96,13 % | 96,49 % |
| Italienisch | 6,61 %  | 3,78 %  | 3,37 %  | 3,87 %  | 3,51 %  |
| Ladinisch   | 0,00 %  | 0,00 %  | 0,12 %  | 0,00 %  | 0,00 %  |

## Verkehr
Glurns liegt am Knotenpunkt mehrerer wichtiger Alpenpässe. Die Stadt liegt zwischen dem mit Nordtirol verbindenden Reschenpass, dem Ofenpass ins Schweizer Engadin und dem Stilfser Joch in die Lombardei. Durch den Stadtkern verläuft die SS 41. Die Stadt liegt zudem ca. einen Kilometer vom Bahnhof Mals der Vinschgaubahn entfernt. Weiters führt die Radroute 2 „Vinschgau–Bozen“ direkt an der Altstadt vorbei.

## Bildung
In Glurns gibt es Bildungseinrichtungen für die deutsche Sprachgruppe, nämlich einen Kindergarten, eine Grundschule und eine Mittelschule.

## Veranstaltungen
- Bartholomäusmarkt: Bauernmarkt am 24. August am Stadtplatz
- Sealamorkt („Seelenmarkt“): ein großer Jahrmarkt, der zu Allerseelen in der ganzen Stadt stattfindet (2. November)

## Sehenswürdigkeiten
Wenige Meter außerhalb der Stadtmauern steht südlich der Etsch die katholische Kirche St. Pankratius. Der spätgotische Bau hat einen barocken Zwiebelturm. Die Kirche wurde um das Jahr 1481 an der Stelle eines älteren Gotteshauses aus dem 13. Jahrhundert erbaut. Ein Fresko, das auf das Jahr 1496 datiert ist, zeigt ein Motiv des Jüngsten Gerichtes. 1965 wurde der ursprünglich spätgotisch ausgestattete Innenraum restauriert. Aus der Zeit
um 1495 ist neben dem Seitenaltar ein Fresko von Anna selbdritt erhalten geblieben. Eine Pietàgruppe, datiert um 1440, wird an Festtagen auf der linken Seitenaltarmensa aufgestellt. Die Glasfenster des Chores (um 1893) stellen Geburt, Auferstehung und Kreuzigung Christi dar. Ein Sandsteinrelief im Chorraum weist auf Jörg von Lichtenstein, den Stifter der Kirche, hin.
Auf dem Stadtplatz steht ein Brunnen mit der Aufschrift "Warnung/Jede Verunreinigung des Brunnen wird mit/15 Gulden bestraft./Der Stadtmagistrat./1873".

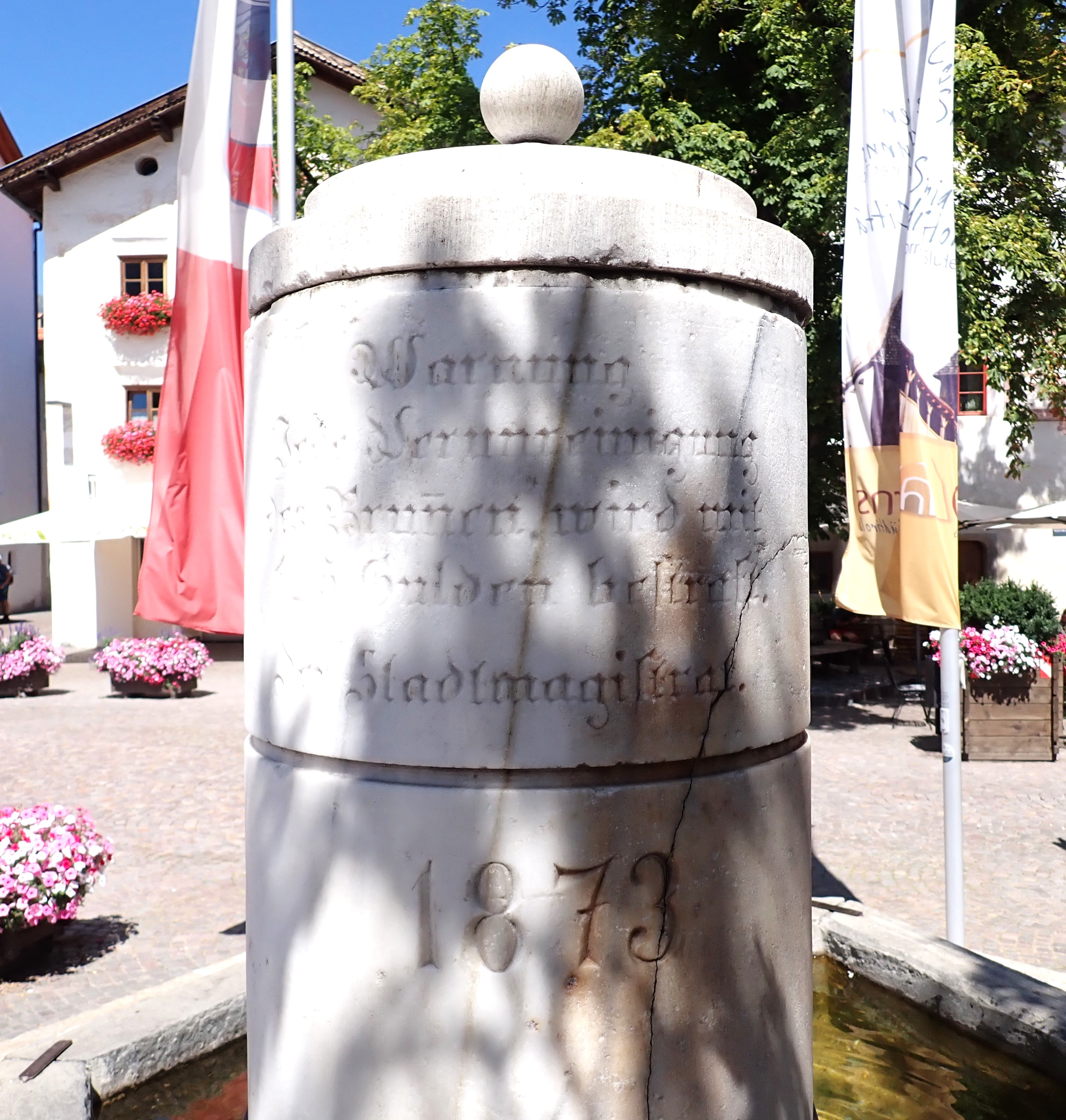
Brunnen in Glurns mit Strafandrohung

## Tourismus
Zur besseren Vermarktung ist Glurns Mitglied der Vereinigung I borghi più belli d’Italia (Die schönsten Orte Italiens).

## Söhne und Töchter der Stadt
- Paul Flora (1922–2009) war ein österreichischer Zeichner, Karikaturist, Grafiker und Illustrator. Auf eigenen Wunsch wurde Paul Flora auf dem Friedhof seiner Geburtsgemeinde an der Kirche St. Pankratius begraben. Die Stadt Glurns widmete ihm das Paul-Flora-Museum im Tauferer Tor.
- Gerd Hermann Ortler (* 1983), Jazzmusiker und Komponist
- Lukas Mazagg (* 1999), italienisch-deutscher Fußballspieler

## Interessantes

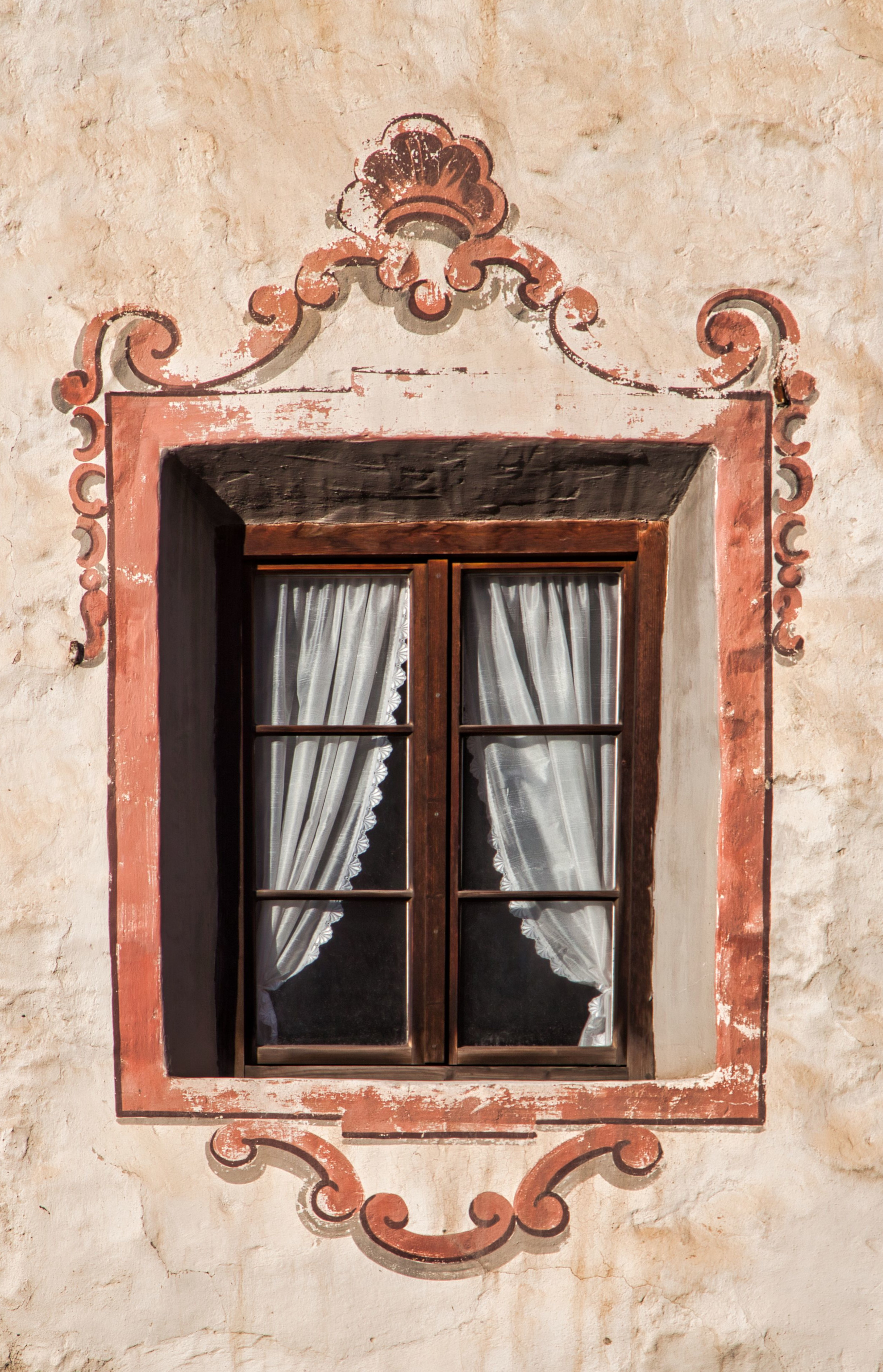
Traditionell gerahmtes Fenster

- Aufgrund der überdurchschnittlich gut erhaltenen mittelalterlichen Bausubstanz, die mit dem Stadtbild von Rothenburg ob der Tauber vergleichbar ist, wird Glurns auch das Rothenburg Südtirols genannt.
- 2002 diente Glurns als Filmkulisse für das Drama Annas Heimkehr (Regie: Xaver Schwarzenberger). Veronika Ferres in der Hauptrolle spielt darin eine beherzte junge Frau, die versucht, das jüdische Mädchen Anna vor der Grausamkeit des Naziregimes zu retten. Weitere Schauspieler u. a.: Karl Markovics, Julia Stemberger, Götz Spielmann, Andrea Eckert. Bei den Dreharbeiten waren an die hundert Vinschger Komparsen eingebunden.
- Im Zweiteiler von 1989 „Verkaufte Heimat“ (Regie: Karin Brandauer, Buch: Felix Mitterer) wurden Filmaufnahmen in Glurns und Laas gedreht. Der Film setzt sich mit den historischen Entwicklungen in Südtirol zwischen 1938 und der Mitte der 1960er Jahre auseinander.
- Noch in den 1980er Jahren gab es in Glurns viele Bauern, die im Ort ihren Kuhstall hatten und die Kühe im Spätsommer morgens auf die Weide trieben. Heute sind es nur noch einzelne – einer davon sogar in der Laubengasse –, da die meisten der wenigen verbliebenen Landwirte außerhalb der Stadtmauern Ställe gebaut haben. Aber noch heute sind an einigen Straßenecken Brunnen zu sehen, aus denen früher das Vieh getränkt wurde.